# Молодове (Іванівський район)
Молодове (біл. Моладава) — агромістечко в Іванівському районі Брестської області Білорусі. Адміністративний центр Молодівської сільради. Населення — 699 осіб (2019).

## Географія
Молодово знаходиться за 12 км на північний схід від Іванове і за 7 км на південний схід від селища Мотоль. Поруч проходить кордон із Пінським районом. Місцевість належить басейну Дніпра, навколо села — мережа меліоративних каналів зі стоком у Ясельду, що протікає за три кілометри на північ. Через село проходить автошлях Мотоль — Пінськ, місцеві дороги з'єднують Молодово із сусідніми селами Достоєво та Бусса. Найближча залізнична станція в Іванове (лінія Брест — Пінськ — Гомель ).

## Історія

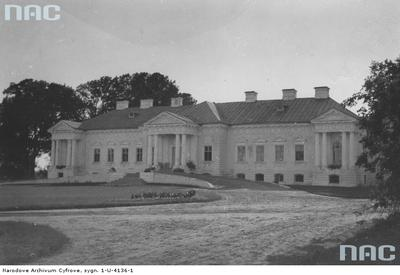
Палац Скірмунтів. Фото 1937 року

Поселення вперше згадано в джерелах у 1497. З кінця XV століття було володінням роду Війнів герба "Труби". Його першим власником був Матвій Війна, який отримав маєток у дарунок від останнього з князів Пінських Федора Боровського. В 1540 король Сигізмунд I своїм актом підтвердив приналежність маєтку Войнам, в 1567 Молодово належало пану Війну Гричину, підкоморію пінському.
У 1692 році Елеонора, дочка пінського маршалка Матвія Війни, вийшла заміж за Казимира Домініка Огінського, після чого маєток перейшов до роду Огінських . У 1792 році власник маєтку Михайло Клеофас Огінський, автор знаменитого полонезу, продав Молодово та Поріччя за 468 тисяч злотих Шимону Скірмунту, після цього роду Скірмунтів Молодово належало аж до 1939.
Наприкінці XVIII століття було збудовано дерев'яну Вознесенську церкву, до якої було перенесено з храму-попередника старовинний дзвін 1583 року (зберігся). В 1798 Шимон Скирмунт закінчив будівництво садибного палацу в стилі класицизм.
Після третього поділу Речі Посполитої (1795) Молодово увійшло до складу Російської імперії, з 1801 належало Гродненській губернії.
Шимон Скирмунт зробив Молодово фамільною резиденцією, після нього маєток належав його синові Олександру. В 1870 після смерті Олександра Молодова успадкував Генріх Скірмунт, а потім син останнього, також Генріх. У 1905—1908 роках за проектом віленського архітектора Тадеуша Ростворовського в садибі було збудовано католицьку каплицю у формі купольного храму-ротонди.

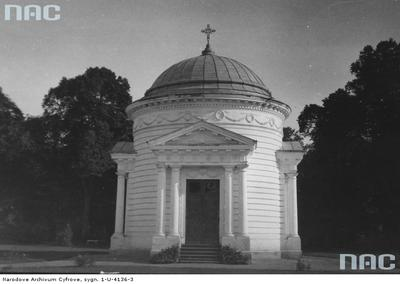
Каплиця-ротонда. Фото 1937 року

Під час Першої світової війни садиба була розграбована, але після війни Генріх Скірмунт зумів відновити збитки. Згідно з Ризьким мирним договором (1921) село увійшло до складу міжвоєнної Польщі, де належало Поліському воєводству. У вересні 1939 року Західна Білорусь була приєднана до СРСР, останніх власників маєтку 72-річного Генріха та його 67-річну сестру Марію розстріляли місцеві активісти.
Під час Великої Вітчизняної війни село перебувало під окупацією із червня 1941 року до липня 1944 року. У 1943 році палац та інші садибні споруди згоріли і були повністю розібрані в післявоєнний час. Від усього садибного комплексу збереглася лише каплиця-ротонда та кілька фамільних надгробків Скірмунтів поряд з нею.
У 2000-х роках поряд з дерев'яною Вознесенською церквою кінця XVIII століття була побудована нова кам'яна церква і кам'яна дзвіниця, що окремо стоїть, куди був перенесений старовинний дзвін 1583 року, за деякими даними, найстаріший дзвін на території сучасної Білорусії.

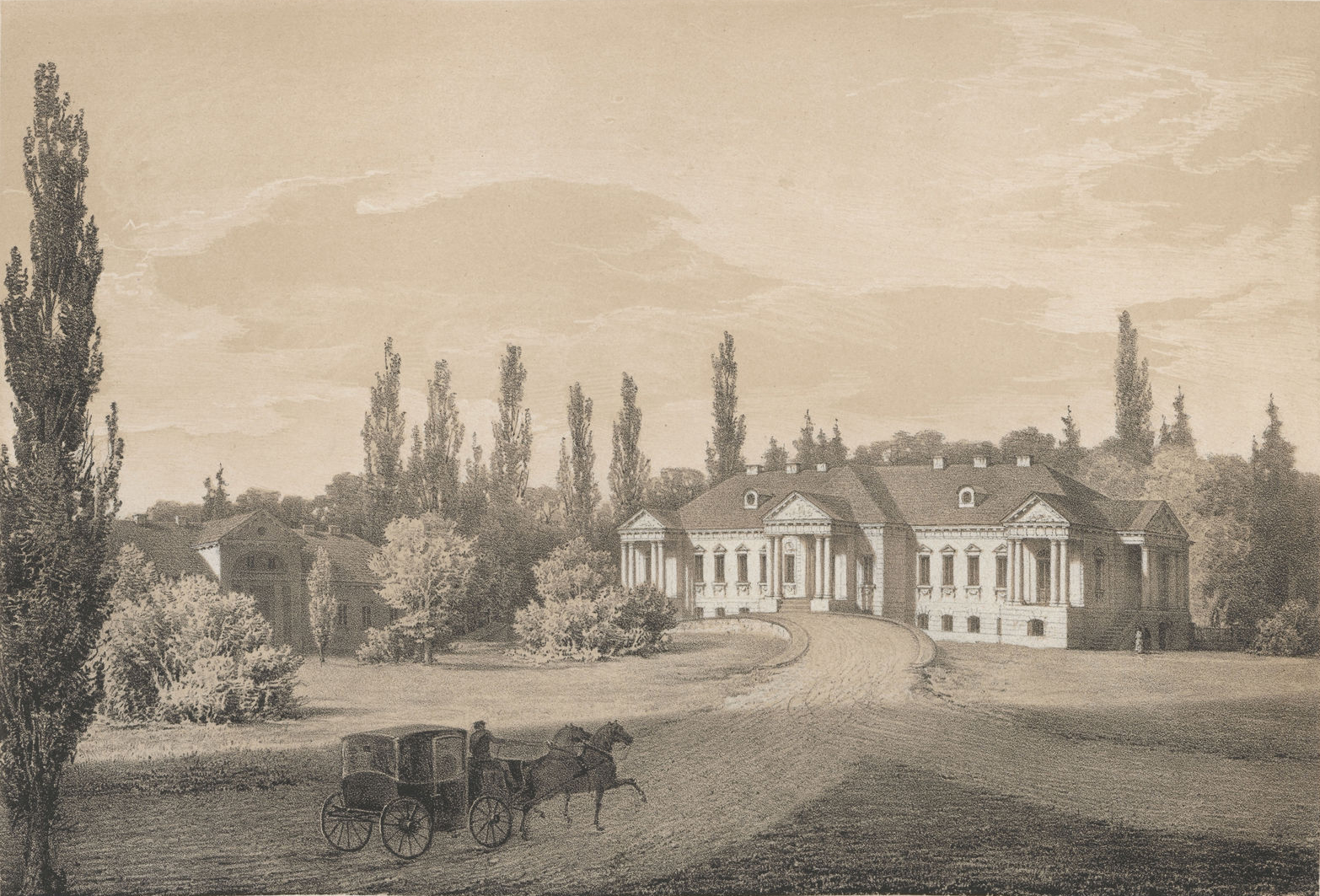
Палац Скірмунтів у Молодовому, М. Орда

11 березня 2011 року Указом Президента Республіки Білорусь «Про заснування офіційно геральдичних символів адміністративно-територіально та територіально одиниць Брестської області» затверджено герб та прапор села.

## Культура
- Історико-краєзнавчий музей ДУО «Молодівська середня школа»

## Визначні пам'ятки
- Церква Вознесіння Господнього. Дерев'яна православна церква кінця XVIII ст. Пам'ятник народної дерев'яної архітектури. На початку XXI століття поряд з нею збудовано будівлю нової кам'яної церкви.
- Каплиця-ротонда Скірмунтів. Католицька каплиця збудована у 1908 році. Пам'ятка архітектури неокласицизму[6].

Церква Вознесіння та каплиця Скірмунтів включені до Державного списку історико-культурних цінностей Республіки Білорусь.
- Прізвищне поховання Скірмунтів. Збереглося кілька надгробків на колишньому кладовищі поряд із каплицею.
- Братська могила радянських воїнів та партизанів. Поховано 14 воїнів, 1958 року на могилі встановлено пам'ятник[10].
- Пам'ятник землякам на цвинтарі. Встановлено 1974 року на честь 142 односельців, які загинули в роки війни[10].

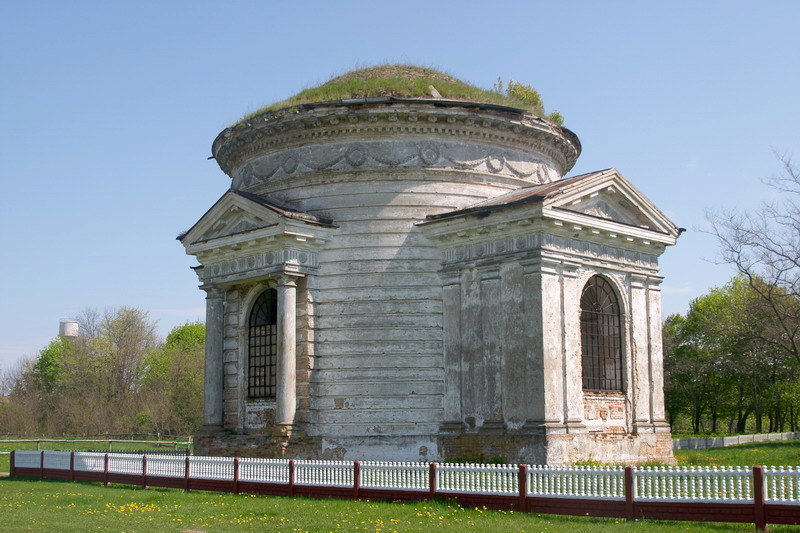
Каплиця Скірмунтів (сучасний стан)